# Nacionalni park Virunga
Nacionalni park Virunga (fra. Parc National des Virunga), nacionalni park u istočnom dijelu DR Kongo, smješten između planina Virunga i Rwenzori (pokrajina Nord-Kivu). Graniči s Nacionalnim parkom vulkana u Ruandi i Nacionalnim parkom Rwenzori u Ugandi. Nacionalni park Virunga se proteže zapadnim obalama jezera Edward koje je poznato po nilskim konjima, dok ostatak područja prekrivaju močvare, travnate savane i prostrane ravnice, te dva aktivna vulkana, Nyiragongo i Nyamuragira.

## Povijest
Nacionalni park Virunga osnovan je 1925. godine kao prvi afrički nacionalni park. Nosio je ime Nacionalni park Albert (fra. Parc National Albert). Dao ga je formirati Albert I. (kralj Belgijaca), prije svega radi zaštite planinskih gorila. Park je površine 7800 km², a 1979. godine upisan je na UNESCO-ov popis mjesta svjetske baštine u Africi kao jedno od posljednjih utočišta planinskih gorila. U parku obitavaju i druge ugrožene životinje kao što su: šumski slon, čimpanze, okapi, žirafa, bivol i mnoge endemske vrste ptica.
No, zbog nezakonite sječe šume i krivolova zbog priljeva izbjeglica tijekom građanskog rata u Ruandi, park je upisan na popis ugroženih mjesta svjetske baštine 1994. godine. Od 1994. godine, oko 120 lovočuvara je ubijeno dok su pokušali obraniti park od lovokradica. 
U kolovozu 2008. godine novi upravitelj i ravnatelj parka, Emmanuel de Merode, je s ciljem obnove parka organizirao 680 dobro naoružanih lovočuvara. No, 26. rujna 2008. godine, park je okupirala pobunjenička vojska kongoanske vojske Tutsija (nacionalni kongres obrane, CNDP) u akciji koju je general Laurent Nkunda' poveo protiv FDLR-a (Demokratska narodnooslobodilačka vojska Ruande). Uslijedio je Nord-Kivu rat Ruande i CNDP-a protiv udruženih afričkih zemalja (DR Kongo, Zimbabve, Angola) potpomognuti snagama MONUC-a (Misija Ujedinjenih Naroda u Kongu). Dana 25. studenog 2008. god., lovočuvarima je dozvoljen pristup lokacijama na kojima obitavaju planinske gorile da bi im pomogli opstati. Dana 23. svibnja 2009. potpisano je primirje između DR Konga i Ruande, te su ove dvije države poduzele zajedničke vojne akcije protiv obje pobunjeničke vojske na području parka Virunge.

## Vanjske poveznice
|  | Zajednički poslužitelj ima još gradiva o temi Nacionalni park Virunga |